# Neustadt an der Aisch-Bad Windsheim
Neustadt an der Aisch-Bad Windsheim là một huyện ở bang Bayern, Đức. Huyện này giáp các huyện (từ phía tây theo chiều kim đồng hồ): Würzburg, Kitzingen, Bamberg, Erlangen-Höchstadt, Fürth và Ansbach, và bang Baden-Württemberg (district Main-Tauber).
Huyện đã được lập năm 1972 thông qua việc sáp nhập các huyện cũ Neustadt an der Aisch, Uffenheim và Scheinfeld.

## Xã và đô thị
| Thị trấn                                                                | Xã | |
| ----------------------------------------------------------------------- | --- | --- |
| 1. Bad Windsheim 2. Burgbernheim 3. Neustadt 4. Scheinfeld 5. Uffenheim | 1. Baudenbach 2. Burghaslach 3. Dachsbach 4. Diespeck 5. Dietersheim 6. Emskirchen 7. Ergersheim 8. Gallmersgarten 9. Gerhardshofen 10. Gollhofen 11. Gutenstetten 12. Hagenbüchach 13. Hemmersheim 14. Illesheim 15. Ippesheim 16. Ipsheim 17. Langenfeld | 1. Markt Bibart 2. Markt Erlbach 3. Markt Nordheim 4. Markt Taschendorf 5. Marktbergel 6. Münchsteinach 7. Neuhof 8. Oberickelsheim 9. Obernzenn 10. Oberscheinfeld 11. Simmershofen 12. Sugenheim 13. Trautskirchen 14. Uehlfeld 15. Weigenheim 16. Wilhelmsdorf |